# Ypsolopha lonicerella
Ypsolopha lonicerella is een vlinder uit de familie spitskopmotten (Ypsolophidae). De wetenschappelijke naam is voor het eerst geldig gepubliceerd in 1922 door Stokl.
De soort komt voor in Europa.